# Cúp bóng đá nữ Algérie
Cúp bóng đá nữ Algérie (tiếng Ả Rập: كأس الجزائر للسيدات) là giải đấu cúp bóng đá nữ tại Algérie. Giải đấu được thành lập năm 1998, tương đương với Cúp bóng đá Algérie của nam. Đội vô địch năm 2016 là Afak Relizane.

## Các trận chung kết
| Năm     | Vô địch             | Tỉ số             | Á quân                      | Địa điểm                          |
| ------- | ------------------- | ----------------- | --------------------------- | --------------------------------- |
| 1998–99 | Flambeau de Blida   | 3 – 1             | FC Béjaïa                   |                                   |
| 1999–00 | ASE Alger Centre    | 3 – 0             | FC Constantine              |                                   |
| 2000–01 | ASE Alger Centre    | 2 – 1             | AS Intissar Oran            |                                   |
| 2001–02 | ASE Alger Centre    | 3 – 2             | AS Intissar Oran            |                                   |
| 2002–03 | ASE Alger Centre    | 3 – 2             | AS Evasion Béjaïa           | Stade Hamid Chebcheb, Rouïba      |
| 2003–04 | ASE Alger Centre    | 2 – 1             | AS Intissar Oran            | Stade Hamid Chebcheb, Rouïba      |
| 2004–05 | ASE Alger Centre    | 6 – 1             | CSF Oran                    | Stade Laamali, Chéraga            |
| 2005–06 | ASE Alger Centre    | 4 – 1             | AS Evasion Béjaïa           | Stade Djilali Bounaama, Boumerdès |
| 2006–07 | ASE Alger Centre    | 7 – 2             | AS Jawharet Canastel (Oran) | Stade Olympique de Koléa, Tipaza  |
| 2007–08 | ASE Alger Centre    | 1 – 0             | Afak Relizane               | Stade Saïd Ould-Moussa, Hydra     |
| 2008–09 | ASE Alger Centre    | 1 – 0             | Afak Relizane               | Stade Benfedda, Zéralda           |
| 2009–10 | Afak Relizane       | 3 – 0             | ASE Alger Centre            | Stade Benfedda, Zéralda           |
| 2010–11 | Afak Relizane       | 0 – 0 (3 – 2 pen) | CLT Belouizdad (Algiers)    | Stade Benfedda, Zéralda           |
| 2011–12 | Afak Relizane       | 2 – 1             | FC Constantine              | Stade Benfedda, Zéralda           |
| 2012–13 | Afak Relizane       | 5 – 0             | FC Constantine              | Stade Frères Brakni, Blida        |
| 2013–14 | Afak Relizane       | 4 – 1             | FC Constantine              | Stade de Aïn Beïda, Algiers       |
| 2014–15 | AS Sûreté Nationale | 0 – 0 (3 – 1 pen) | FC Constantine              | Stade Djilali Bounaama, Boumerdès |
| 2015–16 | Afak Relizane       | 2 – 1             | FC Constantine              | Stade Djilali Bounaama, Boumerdès |

## Câu lạc bộ thành công nhất
| Câu lạc bộ                  | Vô địch | Á quân |
| --------------------------- | ------- | ------ |
| ASE Alger Centre            | 10      | 1      |
| Afak Relizane               | 6       | 2      |
| AS Sûreté Nationale         | 1       | 0      |
| Flambeau de Blida           | 1       | 0      |
| FC Constantine              | 0       | 6      |
| AS Intissar Oran            | 0       | 3      |
| AS Evasion Béjaïa           | 0       | 2      |
| FC Béjaïa                   | 0       | 1      |
| CSF Oran                    | 0       | 1      |
| AS Jawharet Canastel (Oran) | 0       | 1      |
| CLT Belouizdad (Algiers)    | 0       | 1      |